# 涙のセレナーデ
「涙のセレナーデ」（なみだのセレナーデ）は、日本のミュージシャンである長渕剛の曲である。
アルバム『逆流』（1979年）からのシングルカットであった「順子」との両A面シングルとしてリリースされ、オリコンチャートでは8週連続で1位を獲得しミリオンセラーとなった。

## 音楽性
音楽情報サイト『CDジャーナル』では、「フォルクローレの要素を採り入れた歌謡ナンバー」と表記されている。

## リリース
1980年6月5日に東芝EMI/エキスプレスより7インチレコードでリリースされた。
1999年12月22日にはシングルA面曲として、セルフカバー版がリリースされた（後述）。

## 批評
| 専門評論家によるレビュー | 専門評論家によるレビュー |
| レビュー・スコア         | レビュー・スコア         |
| 出典                     | 評価                     |
| ------------------------ | ------------------------ |
| CDジャーナル             | 肯定的                   |

音楽情報サイト『CDジャーナル』では、「フラれた女性の気持ちを歌った失恋ソングで、Aメロにもサビにも登場するファルセットを交えたメロディが印象強い」と評されている。

## チャート成績
両A面としてリリースされた「順子」の影響により、オリコンチャートでは8週連続で1位を獲得、登場回数25回となり、売り上げ枚数は94.2万枚となった。また、文献によってはミリオンセラーを記録したと記しているものも存在する。

## シングル収録曲
| 全作詞・作曲: 長渕剛、全編曲: 瀬尾一三。 |                    |        |            |      |
| #                                        | タイトル           | 作詞   | 作曲・編曲 | 時間 |
| 1.                                       | 「順子」           | 長渕剛 | 長渕剛     | 3:03 |
| 2.                                       | 「涙のセレナーデ」 | 長渕剛 | 長渕剛     | 4:00 |
| 合計時間:                                | 合計時間:          | 7:03   |            |      |

## 1999年版
『涙のセレナーデ』（なみだのセレナーデ）は、日本のミュージシャンである長渕剛の33枚目のシングルである。
同時発売されたセルフカバーアルバム『ACOUSTIC 俺の太陽』からのシングルカット。

### 音楽性
1980年に発売された両A面シングル『順子／涙のセレナーデ』に収録された楽曲のセルフカバー版であり、ギター弾き語り形式で演奏されており、全体的にアコースティックなサウンドとなっている。

### リリース
1999年12月22日にフォーライフ・レコードよりリリースされた。
前作「猿一匹、唄えば侍」は、長渕のシングルでは初のマキシシングルでの発売となったが、今作では再び8センチCDでの発売となった。また、長渕のシングルでは今作が8センチCDで発売された最後の作品となっている。
カップリング曲の「お釈迦さま（1998.12.15 NIPPON BUDOKAN LIVE VERSION）」は、アルバム『SAMURAI』（1998年）に収録された楽曲のライブ音源。1998年12月15日に日本武道館で行われたライブから録音されている。

### チャート成績
オリコンチャートでは最高位23位、登場回数3回、売り上げ枚数は2.5万枚となった。

### シングル収録曲
| 全作詞・作曲: 長渕剛、全編曲: 笛吹利明、長渕剛。 |                                                          |        |            |      |
| #                                                | タイトル                                                 | 作詞   | 作曲・編曲 | 時間 |
| 1.                                               | 「涙のセレナーデ」                                       | 長渕剛 | 長渕剛     | 5:05 |
| 2.                                               | 「お釈迦さま（1998.12.15 NIPPON BUDOKAN LIVE VERSION）」 | 長渕剛 | 長渕剛     | 7:43 |
| 3.                                               | 「涙のセレナーデ（オリジナル・カラオケ）」               | 長渕剛 | 長渕剛     | 5:03 |
| 合計時間:                                        | 合計時間:                                                | 17:51  |            |      |

### スタッフ・クレジット

#### 参加ミュージシャン
- 笛吹利明 - アコースティックギター、フラットマンドリン

#### スタッフ
- 長渕剛 - プロデューサー
- 加藤謙吾 (Z's) - レコーディング・エンジニア、ミキシング・エンジニア
- 池田雅彦（フォーライフ・レコード） - A&Rディレクター
- 後藤由多加（フォーライフ・レコード） - エグゼクティブ・プロデューサー